# Schlacht am Wolchow
1941: Białystok-Minsk – Dubno-Luzk-Riwne – Smolensk – Uman – Kiew – Odessa – Leningrader Blockade – Wjasma-Brjansk – Charkow – Rostow – Moskau – Tula

1942: Rschew – Charkow – Ljuban/Wolchow – Kertsch/Sewastopol – Fall Blau – Kaukasus – Stalingrad – Operation Mars

1943: Woronesch-Charkow – Operation Iskra – Nordkaukasus – Charkow – Kursk – Orjol – Donez-Mius – Donbass – Belgorod-Charkow – Smolensk – Dnepr – Kiew

1944: Dnepr-Karpaten – Leningrad-Nowgorod – Krim – Wyborg–Petrosawodsk – Operation Bagration – Lwiw-Sandomierz – Jassy–Kischinew – Belgrad – Petsamo-Kirkenes – Baltikum – Karpaten – Ungarn

1945: Kurland  – Weichsel-Oder – Ostpreußen – Westkarpaten – Niederschlesien – Ostpommern – Plattensee – Oberschlesien – Wien – Oder – Berlin – Prag
Die Wolchow-Schlacht (auch Ljubaner Operation, russisch Любанская операция) war eine Offensive der Roten Armee im Zweiten Weltkrieg die vom 7. Januar bis zum 30. April 1942 andauerte, zur Kesselbildung um die sowjetische 2. Stoßarmee führte und durch erfolgreiche Gegenangriffe der deutschen 18. Armee von Mitte März bis Ende Juni ihren Abschluss fand.

## Vorgeschichte
Nach dem Beginn der Leningrader Blockade war der Vormarsch der deutschen Heeresgruppe Nord in der Schlacht um Tichwin vom 16. Oktober bis 30. Dezember 1941 zum Stehen gekommen. Die deutsche 18. Armee stand zu Jahresende 1941 an der Eisenbahnlinie Mga–Kirischi und am Wolchow den Truppen der Wolchow-Front (4., 52. und 59. Armee) und den linken Flügel der Leningrader Front - die 54. Armee in Erwartung einer neuen Offensive gegenüber. Das Oberkommando des Heeres verstärkte die Heeresgruppe Nord mit vier Infanteriedivisionen (215., 126., 250. und 20. mot. ID.) aus der OKH-Reserve, dazu kamen die 225. Infanteriedivision aus Frankreich und die 2. SS-Infanterie-Brigade (mot.) aus dem Reich; zudem wurden vier Divisionen aus dem Raum Leningrad in die Gefahrenzone am südlichen Wolchow umgruppiert.

Front am Wolchow, Ende 1941

Als Operationsziel wurde der Wolchow-Front von der Stawka die Sprengung der Leningrader Blockade befohlen. Die der Front neu unterstellte 2. Stoßarmee war Anfang Januar 1942 im Abschnitt Krupitschino-Gorodok zwischen der 59. Armee im Norden und der 52. Armee im Süden am Wolchow südlich von Tschudowo eingeschoben worden. Ihr unterstanden die 327. Schützendivision, die 22., 23., 24., 25., 53., 57., 58. und die 59. Schützenbrigade und etwa 10 Ski-Bataillone. Die separaten Schützenbrigaden operierten als verkleinerte Divisionen in jeweiliger Stärke von ungefähr 3500 Mann mit 3 Schützenbataillonen und waren speziell für Durchbruchsoperationen im Winterkrieg formiert und geschult worden. In langer, intensiver Ausbildungszeit hinter dem Ural waren die Truppen trainiert, mit bester Winterausrüstung versehen und in Eiltransporten an die Nordfront geworfen worden.

## Angriffsplanung
Für den Durchbruch auf Leningrad war es nötig von Südosten her die starken Verteidigungsstellungen des deutschen I. und XXXVIII. Armeekorps zwischen Grusino und Kirischi sowie am linken Ufer des Flusses Wolchow zu überwinden und die neu herangeführte 2. Stoßarmee im Hauptangriffsfeld südlich von Tschudowo in Richtung Ljuban nach Norden anzusetzen. Der Fluss Wolchow stellt die natürliche in Süd-Nord laufende Verbindung zwischen dem Ilmen- und dem Ladogasee dar. Der zwischen 500 und 600 Meter breite Fluss fließt über den Ilmensee nordwärts, in die tiefer gelegene Gegend von Tschudowo und Wolchow. 1942 waren die Flussufer noch nicht reguliert und verloren sich nach beiden Seiten hin in morastigem Ufergelände. Eine Bahnlinie und eine der wenigen Straßen verliefen entlang des westlichen Flusslaufes, allerdings mit nötiger Entfernung, denn die Überschwemmungen zur Zeit der Schneeschmelze dehnen sich weit landeinwärts aus. Beide Verkehrswege kommen aus dem Raum Ostrow und münden zunächst im Verkehrsknoten Tschudowo, bevor die weiteren Anschlusswege nach Leningrad und Tichwin erfolgen. Für die deutsche 18. Armee war der Besitz dieser Verbindungen eine wichtige Voraussetzung für die Versorgung des zwischen Schlüsselburg und Kirischi eingesetzten XXVIII. Armeekorps (General der Infanterie Mauritz von Wiktorin).

## Angriffskräfte der Roten Armee

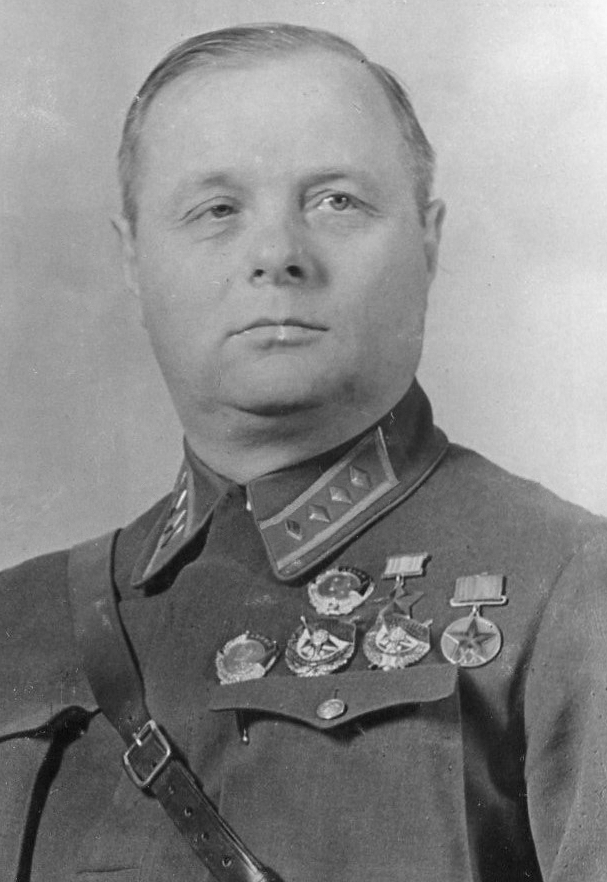
Kirill Afanassjewitsch Merezkow, 1940

Von Nord nach Süd hatten eine Armee der Leningrader Front (Oberbefehlshaber: Michail Semjonowitsch Chosin) und vier Armeen der Wolchow-Front (Oberbefehlshaber: Armeegeneral Kirill Afanassjewitsch Merezkow) die Offensive durchzuführen:
54. Armee (Generalmajor Iwan Iwanowitsch Fedjuninski)
- 3. Garde-Schützendivision (Oberst Anatoli Andrejewitsch Krasnow)
- 80., 115., 128., 198., 281., 285., 286. und 294. und 311. Schützendivision
- 16. und 122. Panzerbrigade

4. Armee (Generalmajor Pjotr Alexejewitsch Iwanow)
- 4. Garde-Schützendivision (Oberst Anatoli Josifowitsch Andrejew)
- 44., 65., 92., 191., 310. und 377. Schützendivision
- 1. Grenadier-Schützenbrigade
- 87. Kavalleriedivision

59. Armee (Generalmajor Iwan Wassiljewitsch Galanin, ab 25. April 1942 Generalleutnant Iwan Terentjewitsch Korownikow)
- 372., 374., 376. und 378. Schützendivision

2. Stoßarmee (Generalmajor Grigori Grigorjewitsch Sokolow, ab 10. Januar 1942
Nikolai Kusmitsch Klykow, ab 16. April 1942 Andrei Andrejewitsch Wlassow)
- 327. Schützendivision (Oberst Iwan Michailowitsch Antjufejew)
- 22., 23., 24., 25., 53., 57., 58. und die 59. Schützenbrigade
- 13. Kavalleriekorps (25. und 80. Kavalleriedivision)

52. Armee (Generalleutnant Nikolai Kusmitsch Klykow, ab 10. Januar Generalleutnant Wsewolod Fjodorowitsch Jakowlew)
- 46., 225., 259., 267., 288. und 305. Schützendivision

## Verlauf

### Der Angriff der Wolchowfront

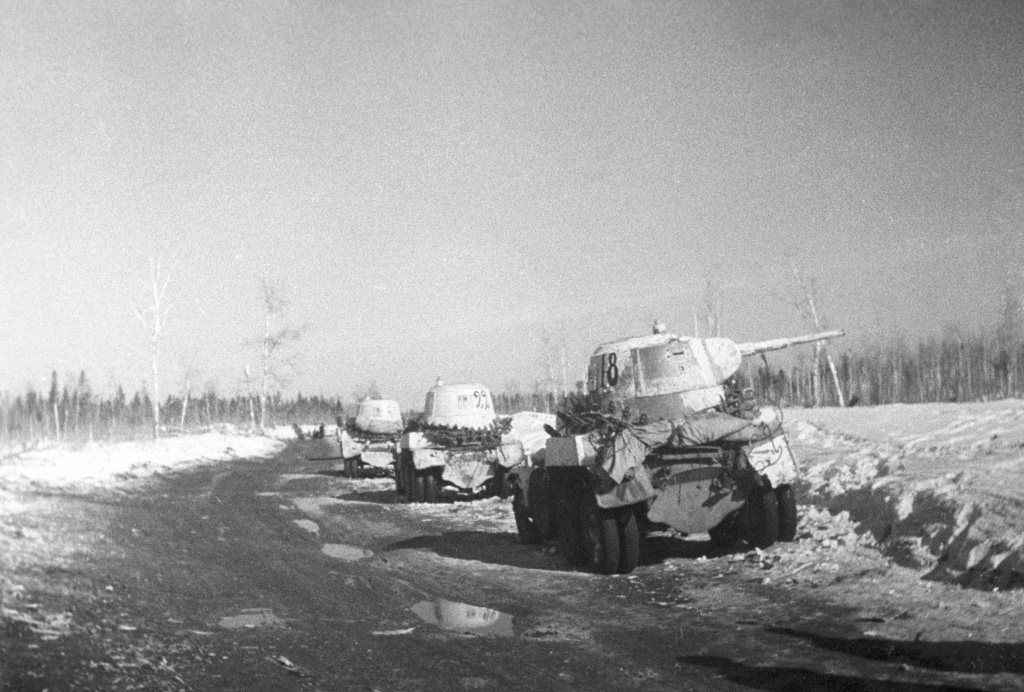
Sowjetische Panzerspähwägen der Leningrader Front, vermutlich in der Schlacht am Wolchow

Am 7. Januar 1942 nachmittags gegen 16.00 Uhr begann bei strenger Kälte – in einem schwierigen, teils bewaldeten Gelände – zwischen Grusino und Sacharino die Offensive der Wolchowfront. Die Nordflanke der Hauptangriffsgruppe, welche die 2. Stoßarmee einnahm, wurde von der 4. und der 59. Armee gedeckt, welche ihre Truppen am Wolchow-Abschnitt beidseitig von Tschudowo konzentrierten. 
Starkes Artilleriefeuer wirkte vor dem Infanterieangriff auf die Abschnitte der 215. Infanterie-Division (Generalleutnant Baptist Knieß) und der 126. Infanterie-Division (Generalleutnant Paul Laux) ein. Der nach Nowgorod reichende südliche Flügel des XXXVIII. Armeekorps (General der Infanterie von Chappuis) - die 250. Infanterie-Division - war von den Angriffen nicht betroffen. Das Feuer, das zunächst auf der HKL und dem unmittelbaren Hinterland gelegen hatte, wurde weiter rückwärts verlegt, bevor der Infanterieangriff einsetzte. Zwei Erhebungen waren für den Erhalt der Wolchow-Verteidigung, wegen ihrer die weite Niederung etwas überragenden Lage, für die 215. Infanterie-Division von besonderer Bedeutung: die Höhe von Dymno auf der Westseite und ihr fast gegenüber auf der Ostseite des Flusses die Höhe bei Borki. 
Auf einer Breite von 18 Kilometer konnten von den Infanterie-Regimentern 435 und 380 bis zum Abend zwischen Jamno und Dymno alle sowjetischen Angriffe zurückgewiesen werden. 
Allein in der ersten halben Stunde der Schlacht hatten die vorderen Angriffsverbände der 2. Stoßarmee mehr als 3.000 Tote und Verwundete. Einen greifbaren Erfolg erreichte nur die 327. Schützendivision (Oberst I. M. Antjufejew), indem sie die deutschen Truppen aus der Siedlung Krasnoy Poselok vertreiben und die dort befestigten Positionen stürmen konnte. Bei der 54. Armee wurde der Hauptschlag südlich von Wolchow aus der Linie Woronow – Bahnstation Pogostje – Scharok durch die 3. Garde-, der 281. und 285. Schützendivision geführt. Von Beginn an waren letztere Angriffe zum Scheitern verurteilt, die im Schwerpunkt angesetzte 3. Garde-Division kam nirgends voran.
Um wenigstens das Vorankommen am südlichen Angriffsabschnitt zu sichern, musste das Oberkommando der 2. Stoßarmee und der 52. Armee am Morgen des 14. Januar die zweite Angriffsstaffel in die Schlacht werfen. Die Truppen der 2. Stoßarmee durchbrachen die deutsche Verteidigung an mehreren Stellen. Am linken Flügel gelang es der 58. Schützenbrigade (Oberst F. M. Schiltzow) im Raum von Jamno durchzubrechen, die deutsche 126. I.D. musste ihre Stellungen räumen, der befestigte Frontpfeiler von Mjasno Bor ging zur Hälfte verloren. Die rechte Flanke der 215. ID. war dadurch offengelegt und vom Westen her ungehinderten Angriffen ausgesetzt. Gleichzeitig mit den Angriffen gegen Spaskaja Polistje und Kusino drangen sowjetische Kräfte in das Hinterland der 215. I.D. vor. Im Abschnitt der sowjetischen 59. Armee wurden weiterhin keinerlei Erfolge erzielt.
Die noch gehaltenen Stellungen südlich Kolomno hinweg bis zum Anschluss an die 126. I.D. wehrten sich noch am 15. Januar verzweifelt gegen die drohende Umfassung, doch sowjetische Kräfte hatten bereits den Wald westlich von Bor erreicht und schwenkten nach Norden ein. Bis zum Abend war auch der Nordteil von Mjasno Bor, wo das I.R. 435 noch standgehalten hatte, verloren gegangen. Die befestigten Dörfer Kolomno und Kusino gehörten zu den nächsten Eckpfeilern der deutschen Verteidigung, genauso wie die Stellungen bei Dymno, Spaskaja Polistje, Mostki und Ljubino Pole noch als Wellenbrecher gegenüber den sowjetischen Angriffskräften standgehalten hatten. Im Abschnitt der 59. Armee konnte auch die 376. Schützendivision einen Wolchow-Brückenkopf bei der Siedlung Pertetschno bilden, der jedoch nach wenigen Tagen wieder verloren ging. Ein weiterer kleiner Brückenkopf östlich von Lesno wurde von der 378. Schützendivision gebildet, konnte aber keine 24 Stunden gehalten werden.
Das OKH war Mitte Januar mit der Kampfführung der Heeresgruppe Nord unzufrieden und entließ auf Beschluss Hitlers den Oberbefehlshaber Feldmarschall von Leeb und dessen Stabschef Generalleutnant Brennecke. Die Positionen wurden mit Generaloberst von Küchler und Oberst Wilhelm Hasse neu besetzt. Die 18. Armee wurde am 18. Januar von General der Kavallerie Georg Lindemann übernommen, die Führung des vor Leningrad blockierenden L. Armeekorps erhielt Generalmajor Philipp Kleffel.

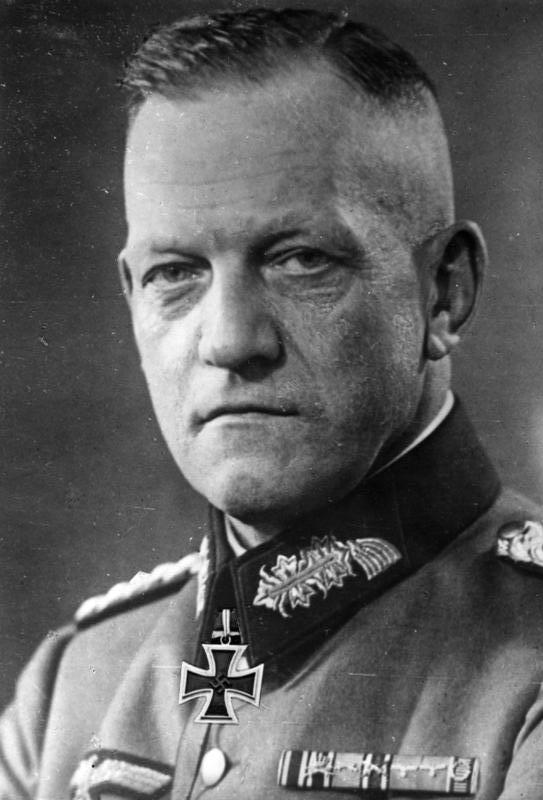
Georg Lindemann, Oberbefehlshaber der deutschen 18. Armee, wurde am 5. Juli 1942 zum Generaloberst befördert

Bis zum 17. Januar gelang es der Roten Armee nach andauernden dreitägigen Anrennen, die Front des deutschen XXXVIII. Armeekorps (General der Infanterie Friedrich-Wilhelm von Chappuis) vollständig zu durchbrechen.
Die vier Divisionen der 59. Armee waren in der Lage, die deutschen Stellungen nördlich von Tschudowo vom Norden her zu flankieren, die links eingesetzten Divisionen der 4. Armee (311. und 286. Schützendivision), die vorübergehend der 59. Armee übertragen wurden, versuchten jedoch diesen Erfolg vergeblich zu nutzen.
Die Breite des Einbruchraumes am Westufer des Wolchow-Flusses erweiterte sich schnell auf 25 Kilometer, doch blieb der Einbruchskorridor bei Mjasno Bor weiterhin auf drei bis vier Kilometer verengt. Um die Frontlücke zu schließen, warf das Oberkommando der deutschen 18. Armee verschiedene Alarm- und Untereinheiten unter Führung des Stabes der 20. mot. I.D. (Kampfgruppe Jaschke) aus anderen Frontabschnitten in den Krisenherd. 
Am 25. Januar wurde das kurz zuvor gebildete 13. Kavalleriekorps (Generalmajor N. I. Gussew) als mobile Gruppe im Hauptangriffsfeld eingeführt, zu dem zwei in Reserve gehaltene Kavalleriedivisionen (25. und 80.) gehörten, sowie die 111. Schützendivision, die der 59. Armee entnommen wurde. Um das Kommando und die Kontrolle der auf breiter Front verstreuten Truppen der 2. Stoßarmee zu verbessern, wurden am 27. Januar drei operative Stoßgruppen gebildet: Gruppe Korownikow (327., 374., 111. Schützendivision und 22. Schützen-Brigade), Gruppe Schiltzow (23., 24. und 58. Schützen-Brigade), alle nach Nordosten gerichteten Formationen wurden zur Gruppe Priwalow (191. und 382. Schützendivision, 57. Ski-Brigade) vereinigt.
Bis Ende Januar waren die Truppen der 2. Stoßarmee fast 75 Kilometer tief vorgedrungen und hatten mit der Eisenbahnstrecke Nowgorod–Leningrad die Zugänge zur Stadt Ljuban erreicht. Die 54. Armee der Leningrader Front hatte ihre Angriffe vorerst eingestellt, nachdem sie die Munition aufgebraucht hatte. Zudem bedeuteten weitere Angriffe an der rechte Flanke der Front infolge der wichtigeren Entwicklung im Hauptangriffsfeld nur Kräfteverschwendung. Westlich der Rollbahn operierte die 2. Stoßarmee, östlich davon kämpfte die 59. Armee mit Gefechtsstand bei Orelje am östlichen Wolchow-Ufer. 
Auch bei der 59. Armee wurde eine zusätzliche Kampfgruppe unter Generalmajor P. F. Alferjew etabliert. Nach der Auflösung dieser Gruppe, die etwa zwei Monate operierte, wurde Alferjew zum stellvertretenden Kommandeur der 2. Stoßarmee ernannt. Die 59. Armee hatte Befehl nach Nordwesten auf Opotschiwalowa und Cholopja Polistje, südwestlich Tschudowo vorzustoßen. Die 377. Schützendivision war mit ihren beiden vorderen Regimentern bis an den Ljadno-Bach gelangt, links davon erreichte die 372. Schützendivision die deutsche Riegelstellung östlich von Gluschitza. Die 92. Schützendivision blieb südlich davon bei Owinez durch Kräfte der deutschen 215. Infanterie-Division gebunden. Die in Reserve stehende 378. Schützendivision wurde Ende Februar nach vorne gezogen.
Am 8. Februar stieß die 327. Schützendivision von Mjasno Bor zum Dorf Krasnaja Gorka vor. Der vorderste Truppenverband – das 1100. Schützenregiment wurde sofort in der Ljubaner Stoßgruppe des 13. Kavalleriekorps aufgenommen, welche neben der 80. Kavalleriedivision aus dem 3. und 42. Skibataillon und einer Kompanie der 7. Garde-Panzerbrigade gebildet worden war. Der weitere Vorstoß des Kavalleriekorps Gussew blieb solange erfolgreich, solang die Offensive streng in nordwestlicher Richtung geführt wurde, wo noch wenige deutsche Kräfte Widerstand leisteten. Sobald die Stoßgruppe nach Nordosten direkt auf Ljuban einlenkte, wurde sie mehrmals durch deutsche Flankenangriffe zurückgeschlagen. 
Am 26. Februar passte die Stawka die Aufgabenstellung für die im Raum Wolchow-Kirischi operierende 54. Armee (General Iwan Fedjuninski) der Leningrader Front neu an und forderte das Oberkommando der 2. Stoßarmee auf, Ljuban spätestens am 1. März endgültig einzunehmen. Beide Armeen hatten ihre Stoßkeile in konvergierenden Richtungen auf Ljuban zu richten, um die deutsche Wolchow-Gruppierung bei Grusino zu zerschlagen und erst danach wieder in Richtung Leningrad anzugreifen. 
Die 54. Armee wurde durch das Ende Januar neu formierte 4. Garde-Schützenkorps (Generalmajor N. A. Gagen) verstärkt, zu dem die 3. Garde-Division, die 33. und 34. Schützenbrigade, die Ski-Bataillone 241, 242 und 243 sowie das 40. Garde-Korps-Artillerie-Regiment gehörten. Es griff an der Linie Posadnikow, Ostrowo – Pogostje an, durchbrach die Verteidigung des deutschen XXVIII. Armeekorps (General der Artillerie Herbert Loch) und konnte 22 km tief über den Tigoda-Abschnitt in den Raum nordöstlich von Ljuban vorzurücken. Die Deutschen verlegten rechtzeitig Reserven – 2 Divisionen und eine Brigade aus Westeuropa – zum XXVIII. Armeekorps, womit auch der Vormarsch der 54. Armee gestoppt werden konnte. Nur etwa 20 Kilometer fehlten zur geplanten Verbindung mit der 2. Stoßarmee, welche durch Gegenangriffe des deutschen I. Armeekorps (General der Infanterie Kuno-Hans von Both, ab 3. März General Philipp Kleffel) vereitelt wurde.
Während die 2. Stoßarmee in Richtung Ljuban nur noch langsam vorankam, scheiterten alle weiteren Aktionen der 59. Armee, deren Angriffe bald vollständig eingestellt wurden.

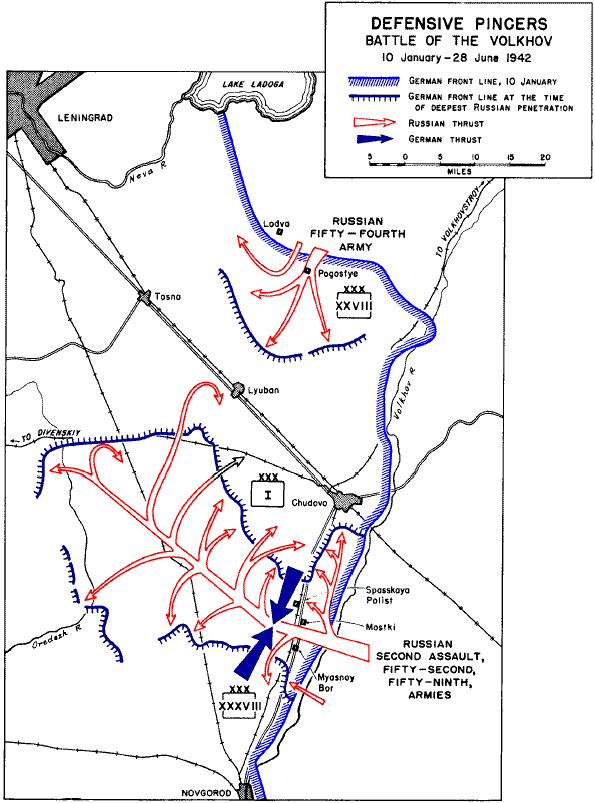
Russische Offensivbewegungen

Die Stawka erlaubte dem Oberkommando der Wolchow-Front die gesamten Bemühungen in Richtung auf Spaskaja Polistje und Ljuban zu konzentrieren, mehrere Monate lagen diese Orte in der allgemeinen Angriffsrichtung. Infolge dieser Entscheidung musste die 4. Armee (Generalmajor P. A. Iwanow) den bisherigen Operationsabschnitt der 59. Armee übernehmen, diese gruppierte ihre Verbände weiter nach Süden, um parallel zur 2. Stoßarmee angreifen zu können. Dadurch wurden in der Angriffsrichtung Spaskaja Polistje eine Truppenmacht von drei Armeen mit zusammen 231.900 Mann massiert, welche den Durchbruch auf Ljuban erzwingen sollte. In der Mitte rückte auf einem 15 Kilometer langen Frontabschnitt die 2. Stoßarmee vor; rechts - die 59. Armee mit einer Stoßtruppe an ihrer linken Flanke; links - die Masse der 52. Armee. 
Generalleutnant Klykow erkrankte Mitte Februar, worauf er durch Generalmajor Pjotr Fjodorowitsch Alferjew als Stellvertreter entlastet wurde, im Hauptquartier der Front tauchte bereits die Idee auf, den Kommandanten vollständig abzulösen. Vom Hauptquartier des Obersten Oberkommandos gesandt, traf Marschall K. J. Woroschilow an der Front ein und übermittelte die Forderung, die Offensivoperationen in Richtung Ljuban zu intensivieren. Der Militärrat der Front beschloss Generalmajor W. J. Taranowitsch, Chef der Frontartillerie, und Generalmajor A. W. Kurkin, Chef der Panzertruppen zu entsenden, um das Kommando der 2. Stoßarmee zu unterstützen. 
Am 20. Februar durchdrangen Teile der 80. Kavalleriedivision die Verteidigung der deutschen 254. Infanteriedivision (Generalleutnant Walter Behschnitt) und nahmen Krasnaja Gorka ein, das Schützenregiment 1100 erreichte am 25. Februar den Fluss Sytschew. Zwei weitere Schützenregimenter der 327. Schützendivision waren deutschen Luftangriffen ausgesetzt und konnten keine Verstärkungen nachführen. Am 27. und 28. Februar konnten deutsche Gegenstöße das SR 1100 bei Krasnaja Gorka umzingeln und abschneiden, die hinter dem Ring zu Gegenstößen antretenden Einheiten der 327. Schützendivision blieben erfolglos. 
Der Generalstabschef der Wolchowfront, Generalmajor G. D. Stelmach wandte sich Ende Februar mit dem Vorschlag an die Stawka, die Stoßgruppen der Angriffsarmeen neu formieren zu dürfen, um Kräfte frei zu bekommen, die dann die auf Ljuban vorrückende 2. Stoß- und die 59. Armee verstärken können. Die Front dürfe auf keinen Fall die Angriffe der 2. Stoßarmee und der 59. Armee in Richtung Ljuban und Tschudowo einstellen, zudem müsse vor Ende März die Eisenbahnlinie Ljuban-Tschudowo erreicht werden. Zunächst wurde das 13. Kavalleriekorps mit der 87. Kavalleriedivision aufgestockt, welche bisher als Reserve der 4. Armee eingesetzt war. Dann folgten Umgruppierungen mehrere Divisionen der 59. Armee zu der auf Ljuban vorrückenden Stoßgruppe, die zusätzlich mit einer Artilleriegruppe verstärkt wurde.
Der Militärrat der Wolchow-Front kam den Forderungen nach, und Anfang März befand sich die 2. Stoßarmee nach kurzer Artillerievorbereitung wieder im Angriff auf die deutschen Befestigungen. 
Am 14. März konnte die 327. Schützendivision das kurz verlorene Krasnaja Gorka wieder zurücknehmen. Zur Fortführung des Durchbruchs wurde beschlossen, die 80. Kavalleriedivision (Oberst N. N. Poljakow) und die 327. Schützendivision von Oberst I. M. Antjufejew einzusetzen. Aber am folgenden Morgen gelang es den deutschen Truppen mit den verteidigenden und den neu herangebrachten Einheiten die Stoßgruppe abzuschneiden, die sowjetischen Angriffsformationen waren fünf Tage lang von den Hauptkräften abgeschnitten. Als die Munition zur Neige ging durchbrachen sie bei einem Nachtangriff die deutschen Linien von hinten und schlossen sich wieder der Hauptmacht an, wobei die Kampffähigkeit noch keine großen Einbußen erlitt.
Auf deutscher Seite gelang die Freimachung weiterer Reserven nur unter rücksichtsloser Entblößung der weniger angegriffenen Frontabschnitte. So wurde die 61. Infanterie-Division aus der Wolchowfront bei Tschudowo herausgelöst und westlich der 215. I.D. zum Schutze der bedrohten Straße Tschudowo–Ljuban eingesetzt. Zur Verstärkung der 215. I.D. war ein SS-Regiment unter der Führung des Obersturmbannführers Deutsch, später Obersturmbannführer Debes, herangeführt und im Anschluss nördlich der Gruppe Heun (Infanterie-Regiment 435) eingesetzt worden. 
Eine neue Weisung der Stawka animierte die Wolchowfront dazu an, in jeder Armee neue Stoßgruppen zu bilden. Leider waren die neu eingesetzten Schützendivisionen (111., 191., 327., 366. und 382.) schon zu Beginn wegen der vorherigen Einsätze bei Personal und Waffen nicht aufgefüllt worden; es mangelte an Munition und es gab nur wenig Luftunterstützung. Daher konnten die Stoßverbände trotz aller Bemühungen keine Erfolge erreichen, alle weiteren Angriffe gegen Ljuban wurden von den deutschen Truppen abgeschlagen.

### Deutsche Gegenoffensive
Inzwischen hatte die deutsche 18. Armee elf Divisionen gegenüber der sowjetischen Wolchowfront konzentriert und ging am 15. März mit der Hälfte dieser Truppenzahl zur Gegenoffensive über.
Es gelang den Verbänden der deutschen 61. I.D., die westlich der Rollbahn über Gluschitza nach Norden vorgestoßenen sowjetischen Verbände von ihren Nachschubverbindungen abzuschneiden. Aus den zunächst schwachen Anfängen einer sich anbahnenden Einschließung dieser Feindkräfte war im Zusammenwirken mit der 215. I.D. und der Gruppe Debes ein festerer Einschließungsring um Gluschitza hergestellt worden. Am 19. März konnte die 2. Stoßarmee als vollständig abgeschnitten betrachtet werden.
Am 27. März gelang es der 52. und 59. Armee unter hohen Verlusten, die Einkesselung wieder aufzubrechen; der Zugang zu den Stellungen der 2. Stoßarmee bei Mjasno Bor blieb jedoch wie bisher auf drei bis fünf Kilometer verengt und war der Angriffspunkt für die sich verstärkenden deutsche Stoßgruppen. Die geöffneten Verbindungen zur 2. Stoßarmee wurden von den Deutschen neuerlich getrennt. 
Mitte April kehrte Marschall Woroschilow, der in Moskau neue Instruktionen erhalten hatte, zum Fronthauptquartier zurück. Mit ihm kamen das Parteimitglied G. M. Malenkow sowie Generalleutnant A. A. Nowikow, stellvertretender Kommandeur der Luftwaffe der Roten Armee und auch Generalleutnant Andrei A. Wlassow, der auf Wunsch der Stawka zum stellvertretenden Kommandeur der Wolchow-Front ernannt wurde. Am 19. April wurde N. K. Klykow seines Postens enthoben (er sollte nach der Katastrophe am 24. Juli kurzfristig zurückkehren) und am nächsten Tag, dem 20. April, wurde Generalleutnant Andrei A. Wlassow dann auch an die Spitze der 2. Stoßarmee gestellt. 

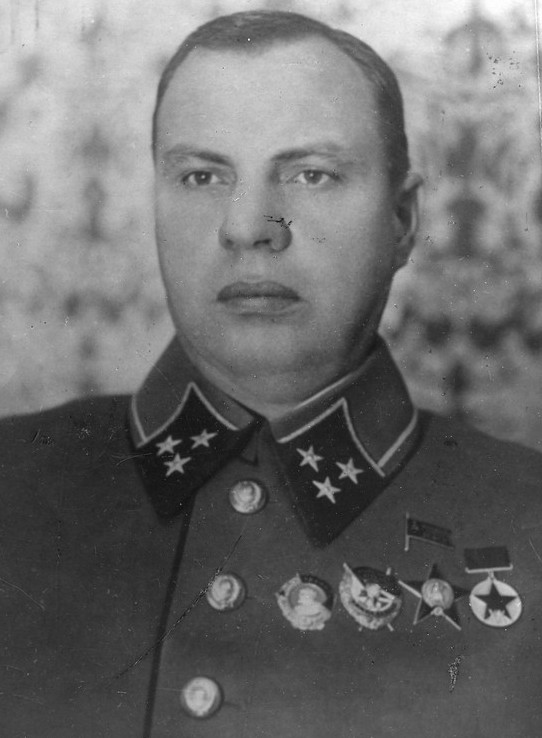
M.S. Chosin

Am 21. April wurde auf Befehl der Stawka das Hauptquartier die Wolchow-Front aufgelöst. Diese Entscheidung wurde durch die Notwendigkeit eines einheitlichen Kommandos motiviert, was vernünftig gewesen wäre, wenn nicht der wenig befähigte General Chosin die Position des Oberbefehlshabers der Wolchow-Gruppe (2. Stoß-, 4., 8., 52., 54. und 59. Armee) erhalten hätte. Die Leningrader Gruppe (23., 42. und 55. Armee, Küsten- und Newa-Gruppe) wurde ab 23. April an Generalleutnant L. A. Goworow übertragen, der zuvor die 5. Armee der Westfront befehligt hatte.
Trotz der schwierigen Lage der 2. Stoßarmee bestand Chosin auf Druck der Stawka auf eine Fortsetzung der Offensive, ein Bestreben, dass wegen der Situation unhaltbar war. Erst am 30. April wurde der abgeschnittenen 2. Stoßarmee der Befehl erteilt, auf den erreichten Positionen zur Verteidigung überzugehen, womit die sowjetische Ljubaner Angriffsoperation ihr Ende fand.

### Das Ende im Wolchowkessel
Als General Chosin in Malaja Wischera im Hauptquartier der Wolchow-Front eintraf und das Kommando der Wolchow-Gruppe übernahm, war die militärische Lage sehr schwierig: die 2. Stoßarmee und ein Teil der 59. Armee – die 4. Garde- 378., 267., 259., 191.,. 46., 327., 328., 305. Schützendivision, das 13. Kavalleriekorps (87., 25. und 80. Kavalleriedivision) und die 22., 24., 25., 53., 57. und 58. Schützenbrigade – waren vollständig abgeschnitten. Nur notdürftig aus der Luft versorgt, umzingelt, ohne Nahrung, Medikamente und Munition in halb mit Wasser überfluteten Schützengräben harrten die Truppen der 2. Stoßarmee bereits zwei Monate in ihren Stellungen aus. Um die Offensive auf Ljuban fortzusetzen, wurde auf Befehl Chosins außerhalb des Kessel das 6. Garde-Schützenkorps gebildet und Kräfte zur Reorganisation das 13. Kavalleriekorps bereitgestellt. Der Abschluss der Vorbereitungen zum Einsatz der beiden Korps als Teil der 2. Stoßarmee war für 15. Mai geplant. 
General Chosin begann bald selbst an der Zweckmäßigkeit seiner Anordnungen zu zweifeln und sandte am 11. Mai einen Bericht an die Stawka, in dem er den riskanten Vorschlag unterbreitete, den im Winter erzielten Geländegewinn der 2. Stoßarmee vollständig aufzugeben und die Truppen über den Wolchow zurückzuziehen. Zuvor wurde der Stabschef und ein Mitglied des Militärrates der 2. Stoßarmee in das Hauptquartier der Wolchow Gruppe gerufen, um sich mit der Organisation des Abzuges der 2. Stoßarmee vertraut zu machen. Ab 16. Mai als die Wege wieder trockener waren, wurde zunächst das 13. Kavalleriekorps, die 24. und 58. Schützenbrigade, die 4. Garde- und 378. Schützendivision und die 7. Garde- und 29. Panzerbrigade aus dem Kessel abgezogen. Bis zum 1. Juni wurden auch die 191. und 328. Schützendivision und alle verwundeten Soldaten evakuiert.
Von Seiten der deutschen 18. Armee wurde der planmäßige Abzug der Truppen der 2. Stoßarmee über den Korridor bei Mjasno Bor schnell erkannt und Gegenmaßnahmen eingeleitet. Zum Schließen des Flaschenhalses bei Spaskaja Polistje wurden die 121. und die 58. Infanterie-Division herangezogen. Nun zeigte sich die entscheidende Bedeutung des Haltens dieses hart umkämpften Ortes, der die vergangenen Monate im Brennpunkt der Kämpfe gestanden war. 
Die Genehmigung der Stawka zum Ausbruch der 2. Stoßarmee kam lange Zeit nicht im Hauptquartier der Wolchow Gruppe an - schließlich traf der Befehl am 21. Mai um 17.20 Uhr ein. Erst danach erhielt der im Kessel befindliche General Wlassow die offizielle Genehmigung zum Ausbruch und begann ab 24. Mai mit dem allgemeinen Rückzug seiner Truppen. Am 30. Mai gelang einer aus Teilen der 121. Infanterie-Division gebildeten Kampfgruppe unter Generalmajor Wandel, den Anschluss an die 126. Infanterie-Division wieder herzustellen und trotz mehrfacher sowjetischer Gegenangriffe den Rückzugskorridor bei Mjasno Bor endgültig zu schließen. 
Nach der Heranführung ausreichender Verstärkungen übernahm zwischen 22. und 27. Juni 1942 von Norden her General der Kavallerie Philipp Kleffel die Aufgabe, den Kessel zusammen mit dem von Süden her operierenden XXXVIII. Armeekorps (General der Infanterie Siegfried Haenicke) einzuengen und die dort befindlichen Kräfte der Roten Armee zu zerschlagen. Bei den am 24. und 25. Juni erfolgten letzten sowjetischen Versuchen, aus den Kessel auszubrechen, wurde die 2. Stoßarmee fast vollständig aufgerieben. Nur zwischen 6.000 und 16.000 Rotarmisten konnten die Auffanglinien der am Wolchow führenden 59. Armee erreichen, 14.000 bis 20.000 kamen allein bei diesem Ausbruchsversuch ums Leben. General Wlassow verbarg sich zunächst hinter den deutschen Linien, geriet aber am 12. Juli in deutsche Gefangenschaft, wechselte bald die Seiten und wurde in Folge Kommandeur der mit Deutschland verbündeten Russischen Befreiungsarmee.

## Folgen

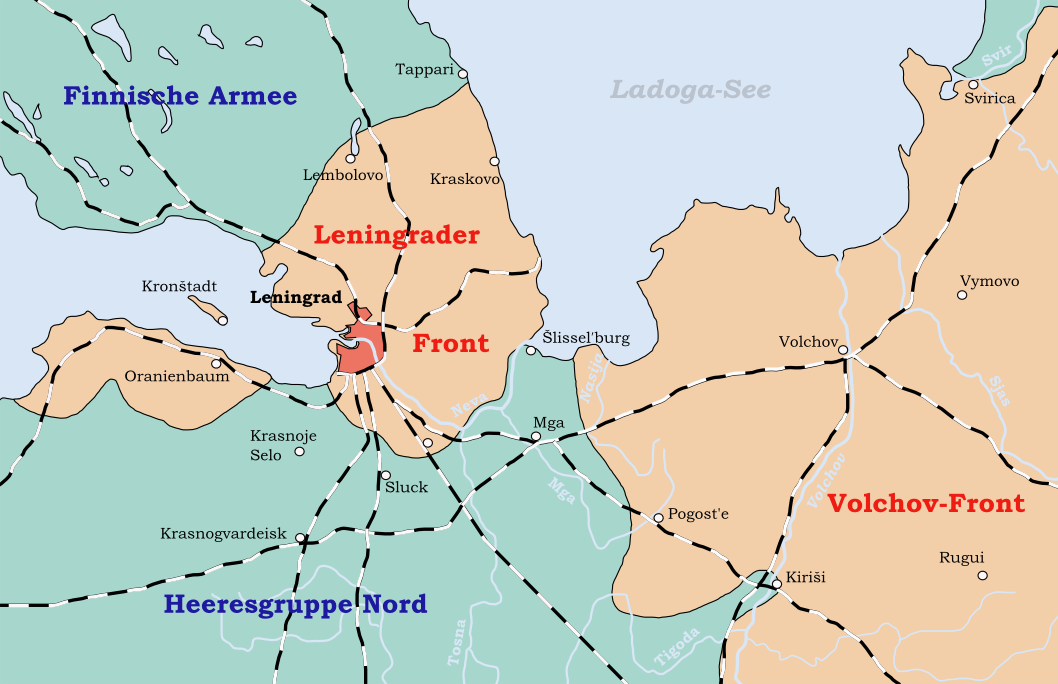
Frontverlauf um Leningrad ab Mai 1942

Die Rote Armee hatte zwar Geländegewinne erzielt, jedoch unter unverhältnismäßig hohen Verlusten (95.000 Tote und Gefangene, 213.000 Verwundete). Die Ziele der Operation wurden nicht erreicht; die 2. Stoßarmee war vollständig aufgerieben. 
Um sich einen Eindruck von der Härte der Kämpfe zu machen, können exemplarisch die statistischen Zahlen der deutschen 215. Infanterie-Division herangezogen werden. Diese hatte im Zeitraum vom 23. November 1941 bis zum 18. Juli 1942 folgende Verluste zu beklagen:
- 961 Tote
- 3119 Verwundete
- 180 Vermisste
- 1633 Frosterkrankungen II. und III. Grades[1]

Im genannten Zeitraum verschossen im Rahmen der Kampfhandlungen allein die leichten Feldhaubitzen der Division 140.000 Granaten sowie die schweren Feldhaubitzen der Division 30.000 Granaten.
Die Leningrader Blockade dauerte an. Die sowjetischen Truppen versuchten August 1942 in der Ersten Ladoga-Schlacht erneut, die Belagerung zu sprengen und kamen dem deutschen Unternehmen Nordlicht damit zuvor.